# Glyphonycteris sylvestris
Glyphonycteris sylvestris é uma espécie de morcego da família Phyllostomidae. Pode ser encontrada no México, Guatemala, Belize, El Salvador, Honduras, Nicarágua, Costa Rica, Panamá, Colômbia, Venezuela, Guiana, Suriname, Guiana Francesa, Trinidad e Tobago, Brasil, Equador, Peru e Bolívia.